# Régions de Macédoine du Nord
La Macédoine du Nord est divisée depuis 2009 en huit régions statistiques (en macédonien : региони) qui n'ont aucun rôle politique ou administratif. Elles regroupent chacune une dizaine de communes. Elles ne correspondent pas à des réalités historiques et ne doivent pas être confondues avec les régions naturelles, qui se retrouvent par ailleurs parfois divisées par le tracé des régions administratives.

## Création
La décentralisation est un sujet délicat en Macédoine du Nord car il divise les deux principales communautés ethniques, les Macédoniens et les Albanais. Les premiers s'opposent généralement à la création de régions, en avançant que la Macédoine du Nord est trop petite pour en avoir besoin, tandis que les seconds y voient un moyen d'accentuer leur autonomie. En 2009, cependant, les régions statistiques ont vu le jour et répondent surtout au besoin d'avoir des unités correspondant aux NUTS européennes. Ces régions correspondent à l'échelon NUTS 3. 

## Rôle
Les régions macédoniennes servent surtout à donner des statistiques sur le développement local et les spécificités sociales et économiques d'entités particulières. Auparavant, de telles statistiques n'étaient obtenues qu'au niveau des communes. En plus de leur vocation statistique, les régions doivent coordonner le développement économique entre les communes. Elles possèdent ainsi un conseil composé des maires des communes qui les composent.

## Liste des régions

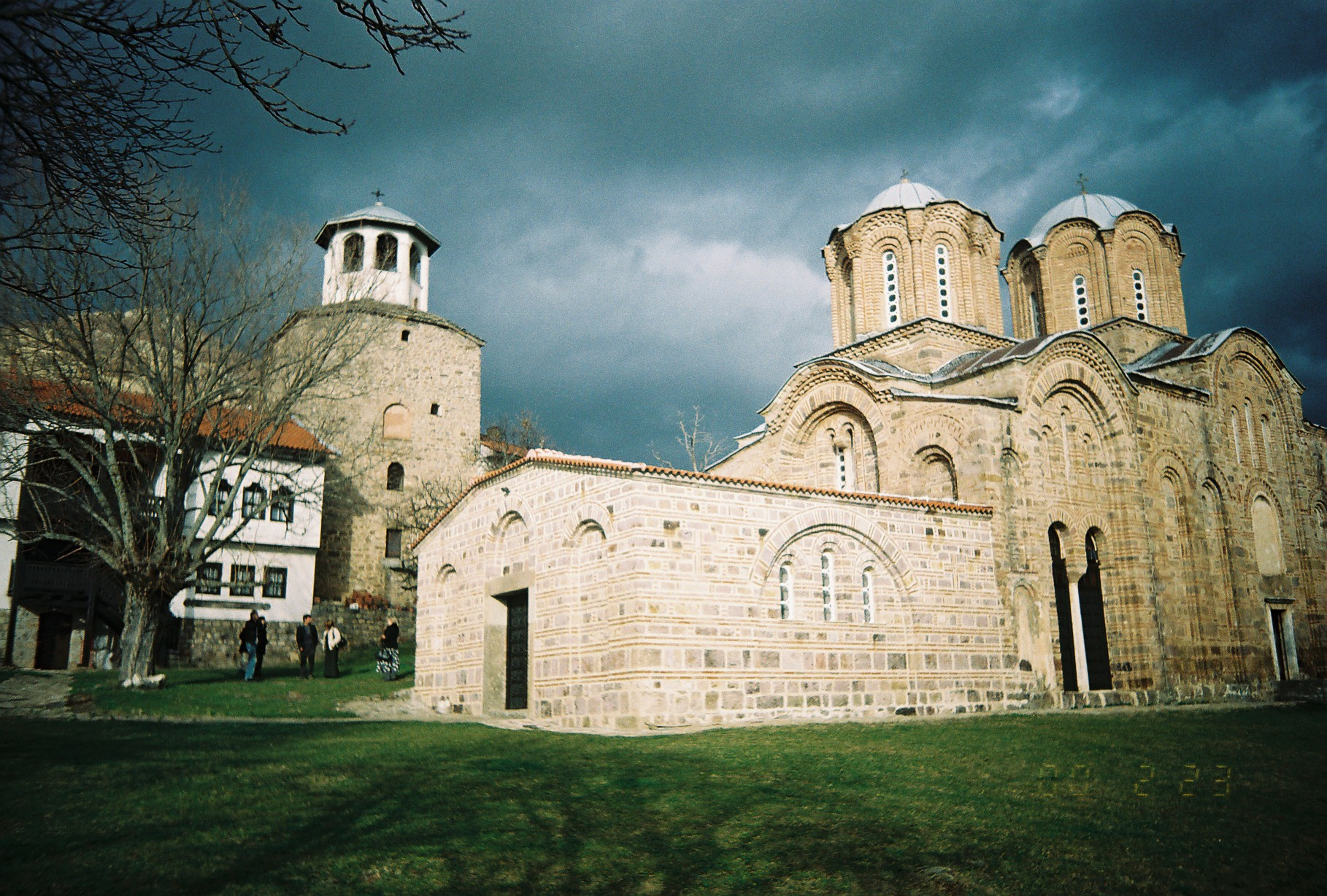
Le monastère de Lesnovo dans la région de l'Est

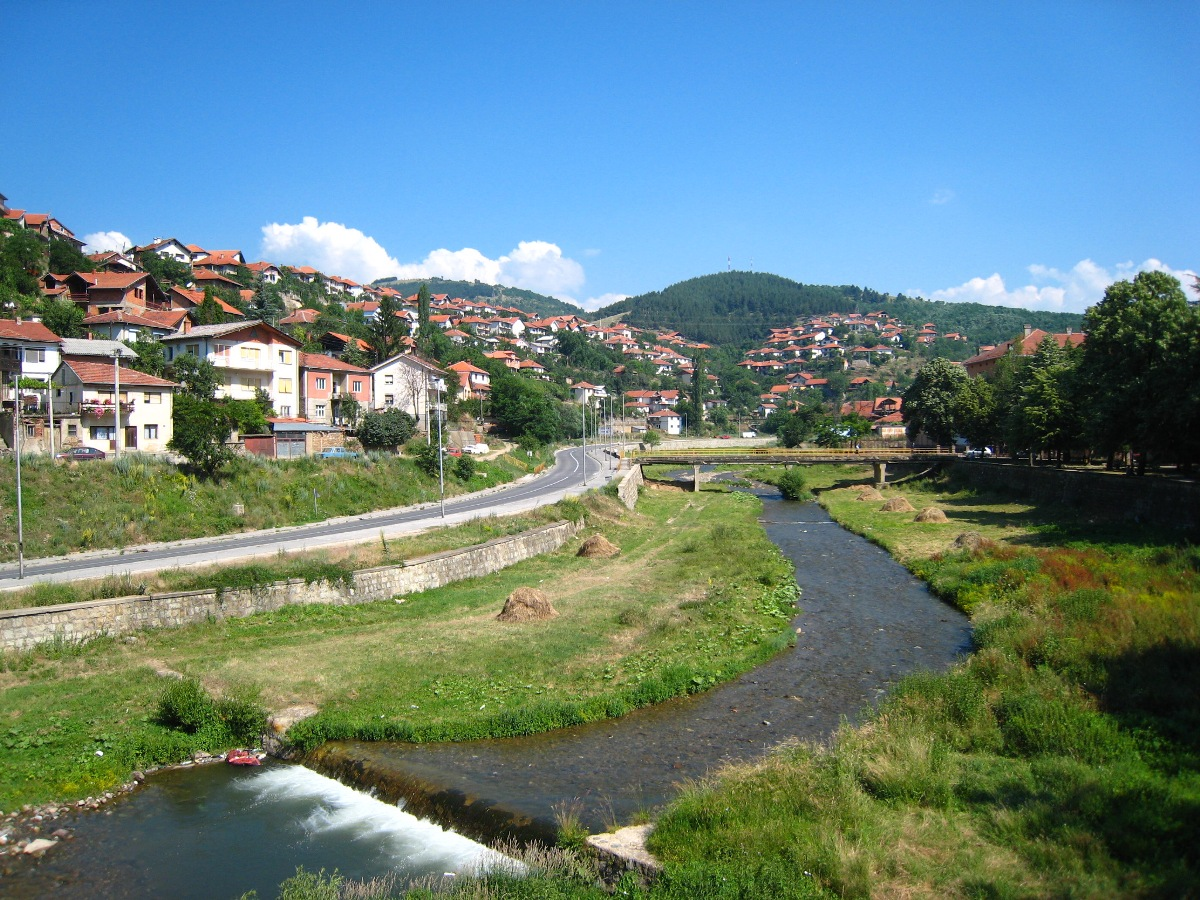
Kriva Palanka dans la région du Nord-Est

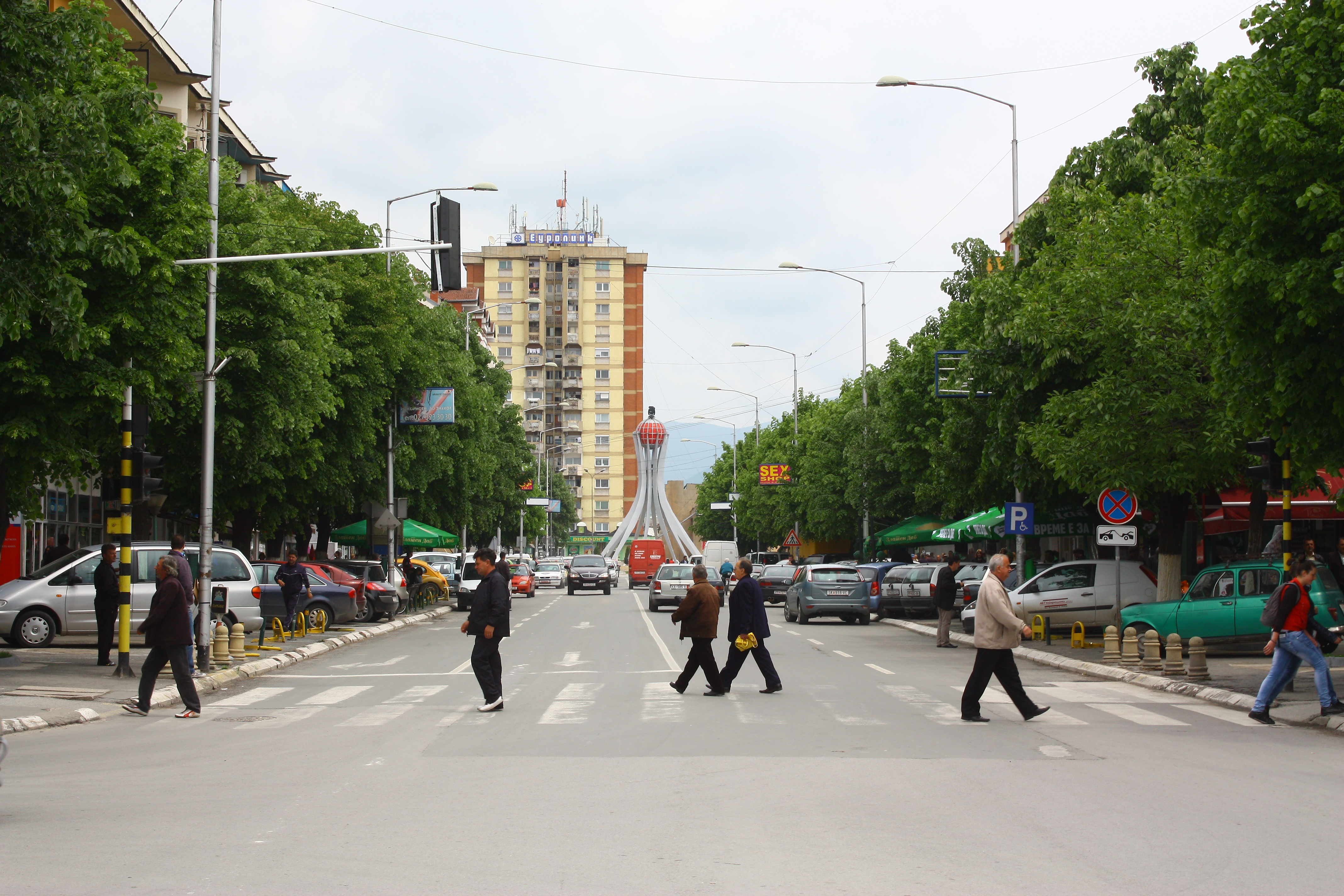
Prilep dans la Pélagonie

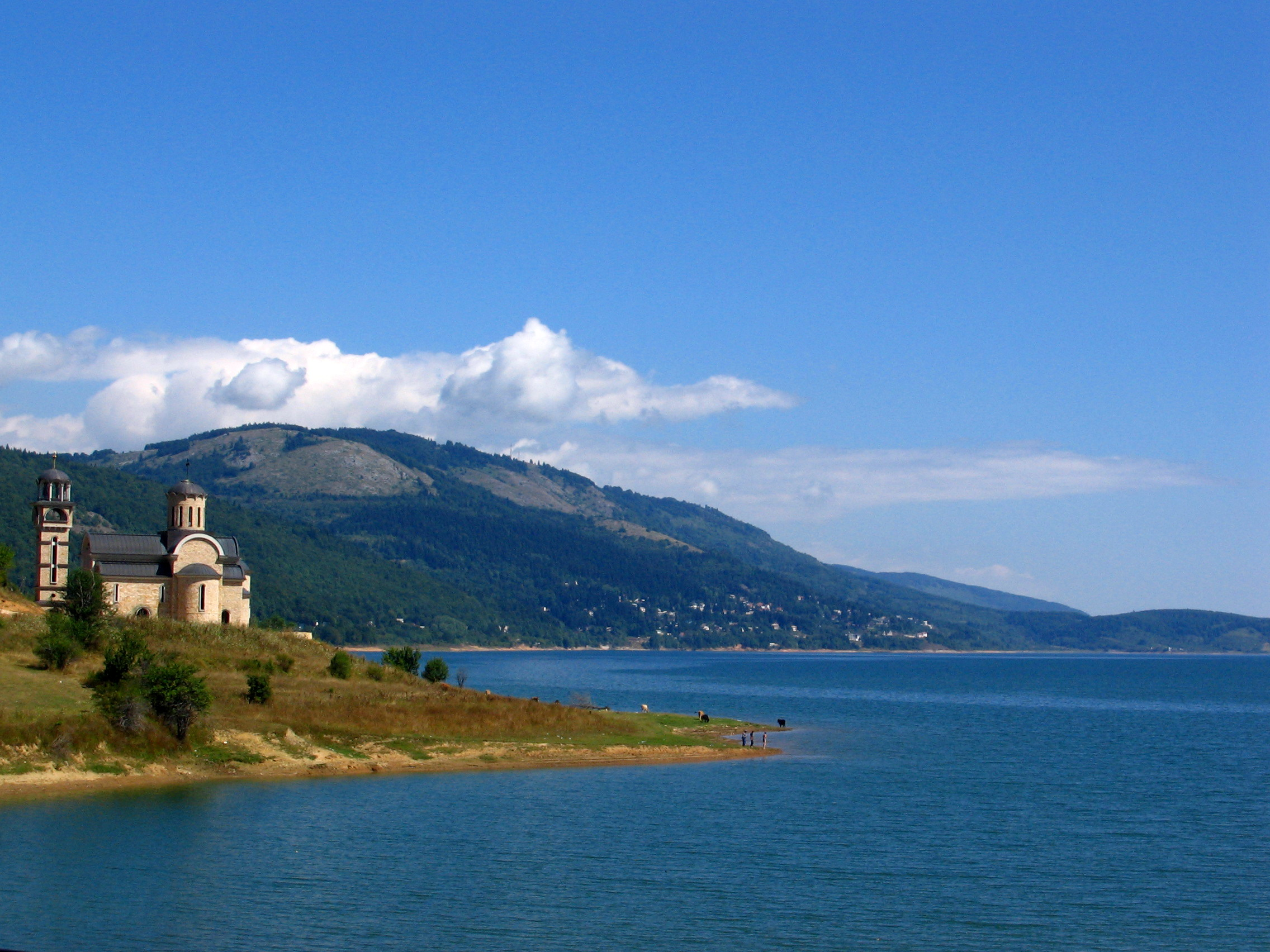
Le lac de Mavrovo dans le Polog

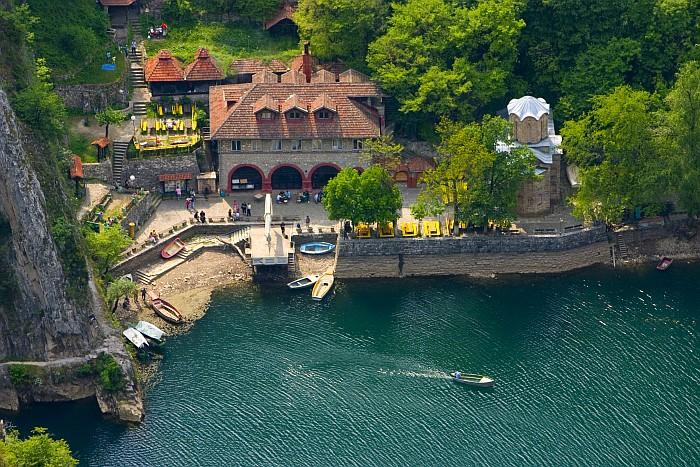
Matka dans la région de Skopje

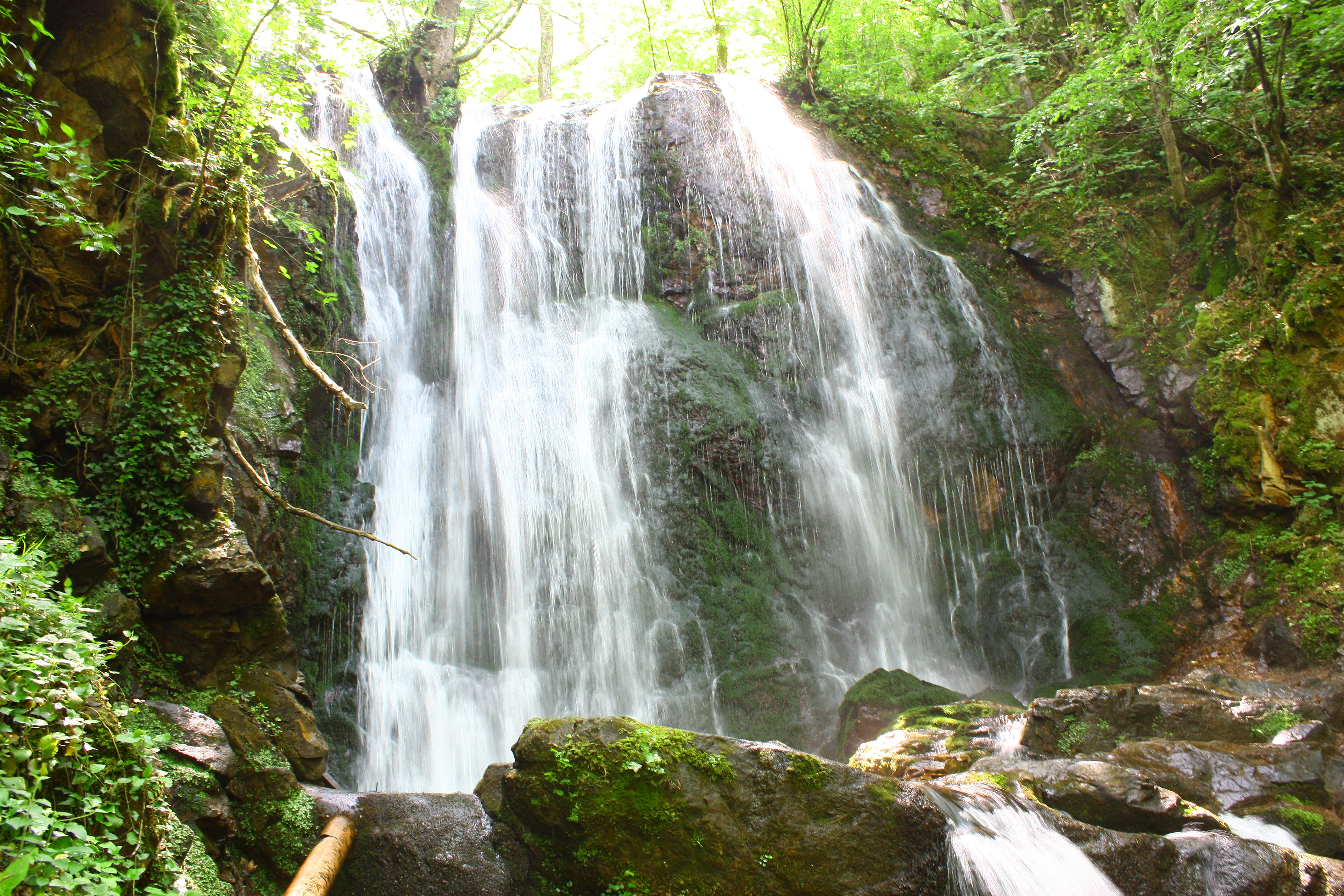
La cascade de Kolechino dans la région du Sud-Est

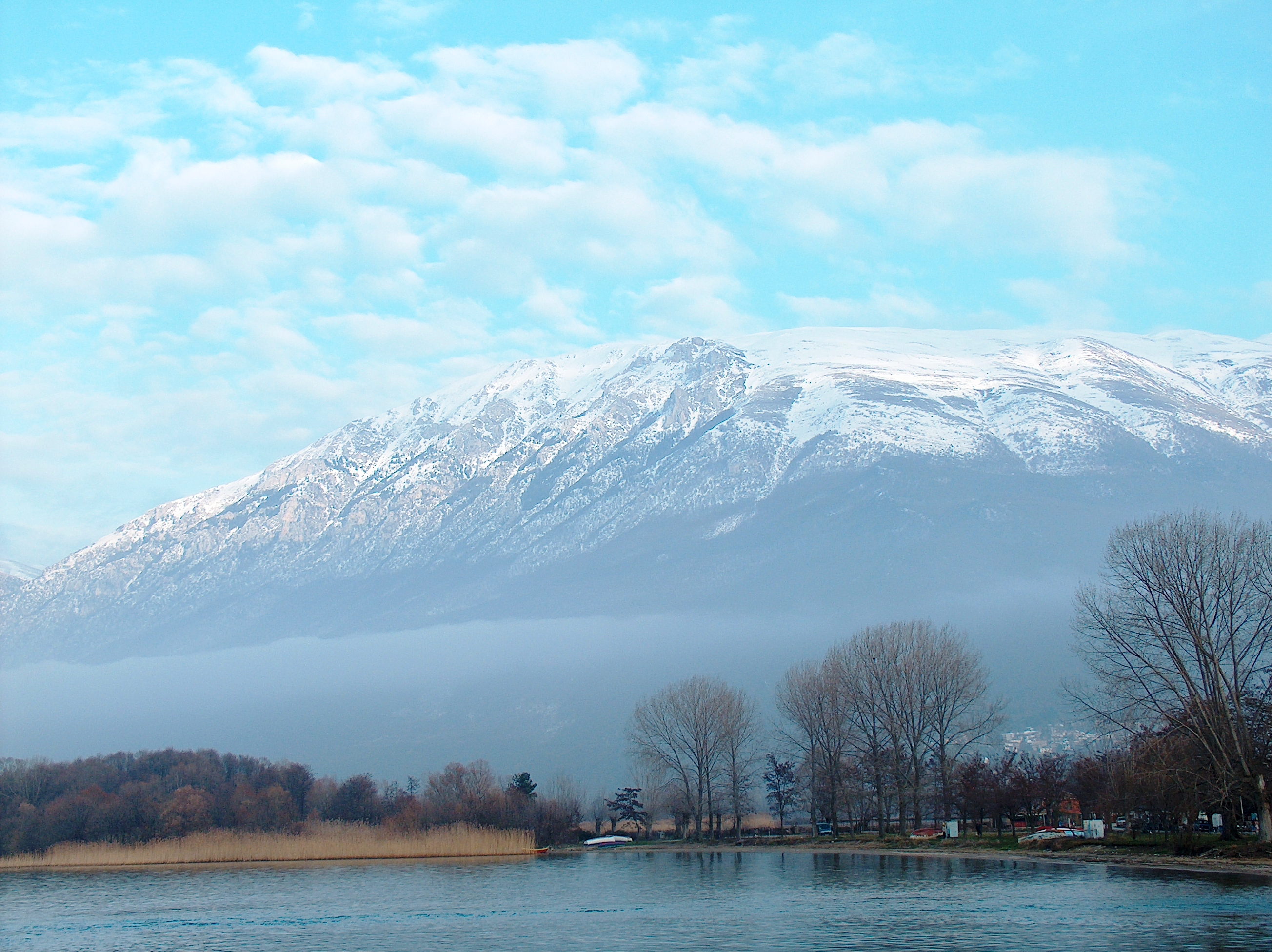
La Galitchitsa dans la région du Sud-Ouest

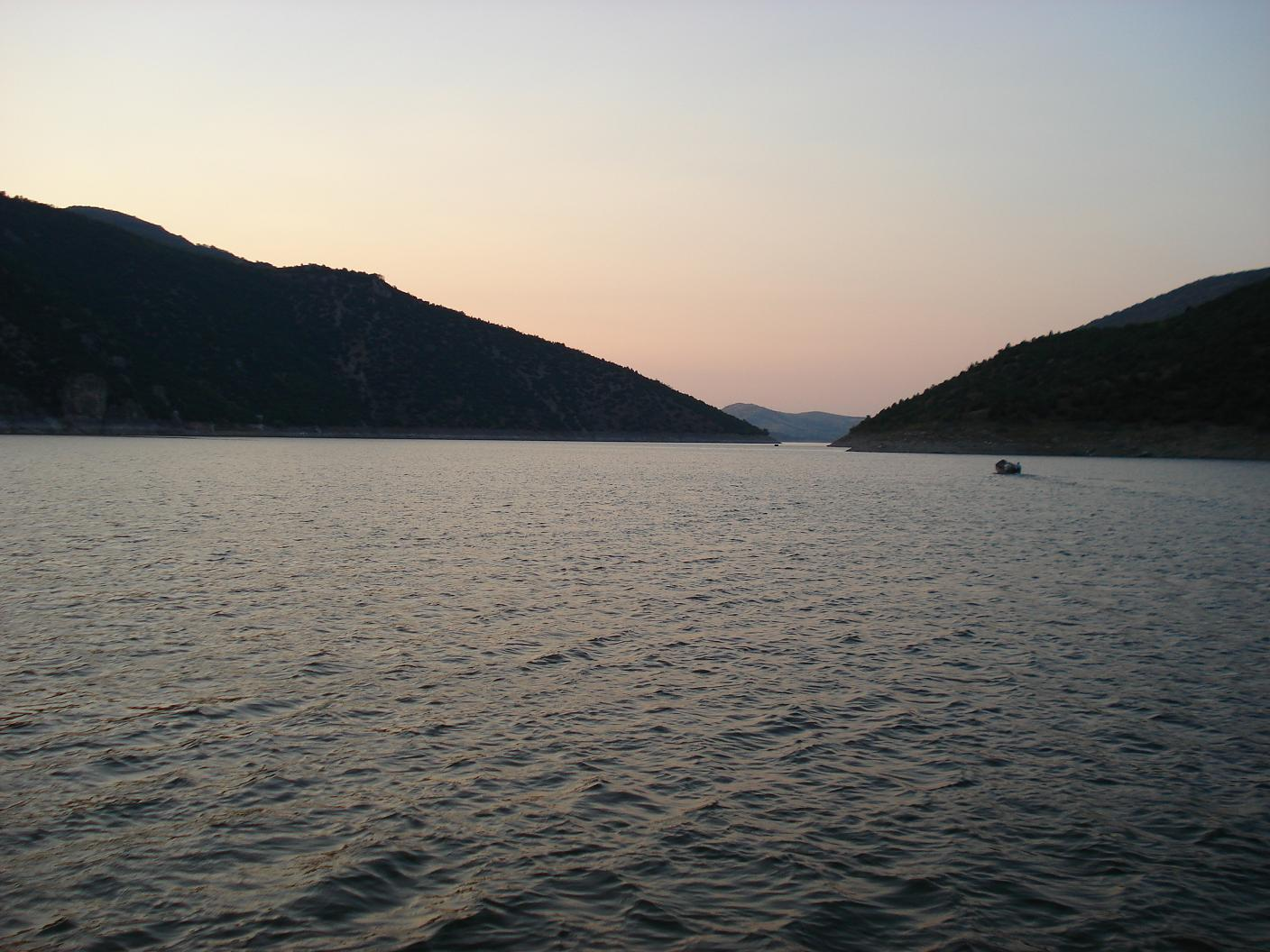
Le lac de Tikvech dans la région du Vardar

| Région (Регион)          | Communes (Општина) | Superficie (km2) | Population (2002) |
| ------------------------ | --- | ---------------- | ----------------- |
| Est (Источен)            | Berovo, Deltchevo, Karbintsi, Kotchani, Lozovo, Makedonska Kamenitsa, Pehtchevo, Probichtip, Chtip, Tchechinovo-Oblechevo, Sveti Nikolé, Vinitsa, Zrnovtsi                                                            | 3 537 km2        | 181 858           |
| Nord-Est (Североисточен) | Kratovo, Kriva Palanka, Koumanovo, Lipkovo, Rankovtsé, Staro Nagoritchané | 2 308 km2        | 173 814           |
| Pélagonie (Пелагониски)  | Bitola, Demir Hisar, Dolneni, Krivogachtani, Krouchevo, Mogila, Novatsi, Prilep, Resen | 4 717 km2        | 238 136           |
| Polog (Полошки)          | Bogovinyé, Brvenitsa, Gostivar, Jelino, Mavrovo et Rostoucha, Teartse, Tetovo, Vraptchichte, Yegounovtse | 2 417 km2        | 304 125           |
| Skopje (Скопски)         | Ville de Skopje (Aerodrom, Boutel, Tchaïr, Tsentar, Gazi Baba, Ǵorče Petrov Karpoch, Kisela Voda, Saraï et Chouto Orizari), Aratchinovo, Tchoutcher-Sandevo, Ilinden, Petrovets, Sopichté, Stoudenitchani, Zelenikovo | 1 812 km2        | 571 040           |
| Sud-Est (Југоисточен)    | Bogdantsi, Bosilovo, Guevgueliya, Kontché, Novo Selo, Radovich, Doïran, Valandovo, Vasilevo | 2 739 km2        | 171 416           |
| Sud-Ouest (Југозападен)  | Tsentar Joupa, Debar, Debartsa, Drougovo, Kitchevo, Makedonski Brod, Ohrid, Oslomeï, Plasnitsa, Struga, Vevtchani, Vranechtitsa, Zaïas                                                                                | 3 340 km2        | 221 651           |
| Vardar (Вардарски)       | Tchachka, Demir Kapiya, Gradsko, Kavadartsi, Negotino, Rosoman, Vélès | 3 393 km2        | 133 248           |